# Injeção (medicina)

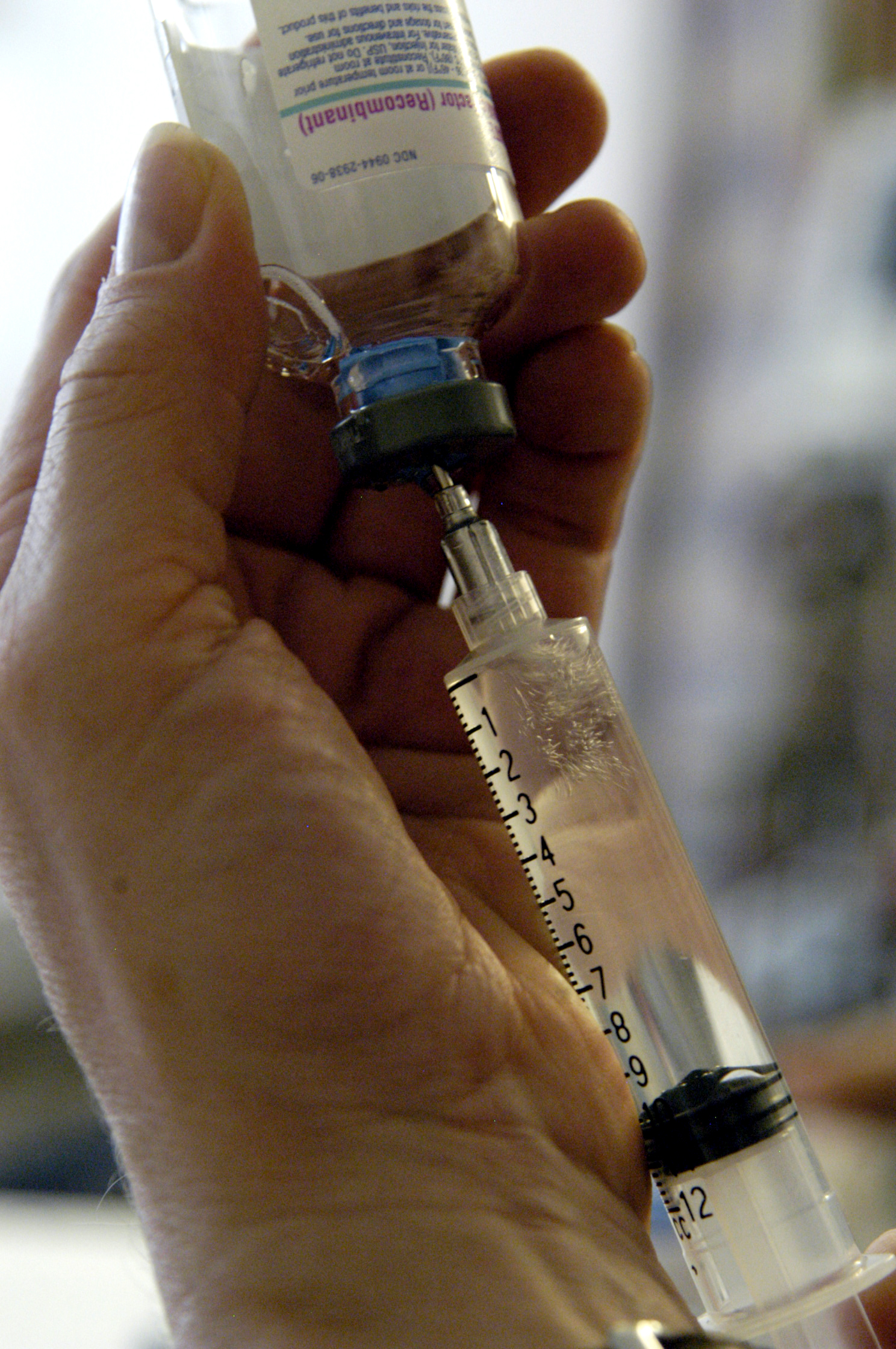
Uma seringa sendo preparada para injeção de um medicamento.

Uma injeção é o ato de injetar um líquido, especialmente uma substância, no corpo de uma pessoa usando uma seringa com uma agulha (geralmente uma agulha hipodérmica). Uma injeção é considerada uma forma de injeção parenteral de medicamentos; não envolve absorção no trato digestivo. Isso permite que o medicamento seja absorvido mais rapidamente e evita o efeito de primeira passagem. Existem muitos tipos de injeção, que geralmente recebem o nome do tecido corporal em que a injeção é injetada. Isso inclui injeções comuns, como injeções subcutâneas, intramusculares e intravenosas, bem como injeções menos comuns, como injeções intraperitoneais, intraósseas, intracardíacas, intraarticulares e intracavernosas.
As injeções estão entre os procedimentos de saúde mais comuns, com pelo menos 16 bilhões administrados em países em desenvolvimento e em transição a cada ano. Destes, 95% são usados em cuidados curativos ou como tratamento para uma condição, 3% são para fornecer imunizações/vacinações e o restante é usado para outros fins, incluindo transfusões de sangue.